# Fairphone 2
Fairphone 2  è uno smartphone dual SIM progettato e prodotto da Fairphone. Fairphone 2 è il primo smartphone modulare introdotto nel mercato ed è stato realizzato in modo da essere facilmente riparabile dagli utenti. Il telefono è stato messo in commercio equipaggiato con la versione di Android 5.1, aggiornato poi fino ad Android 10, ma c'è la possibilità che venga resa possibile o facilitata l'installazione di altri sistemi operativi come Sailfish OS o Firefox OS. Fairphone 2 è il secondo modello prodotto dall'azienda e il primo ad essere stato completamente progettato dalla stessa. I primi esemplari sono stati consegnati nel dicembre 2015.

## Progetto

### Impatto ambientale
Lo smartphone è stato progettato per avere un basso impatto ambientale rispetto ai suoi concorrenti nel mercato e cercando di allungare la sua "longevità" fino a 5 anni. Fairphone per avere un minor impatto ambientale e sociale utilizza minerali estratti da miniere "senza conflitti", ha aumentato l'uso di materiali riciclati e utilizza un design modulare in modo da poter offrire un telefono semplicemente riparabile e aggiornabile.

### Design modulare
Fairphone 2 è il primo smartphone modulare acquistabile nel mercato. Il design modulare garantisce una maggiore longevità del prodotto grazie alla possibilità di una facile riparazione e di aggiornamento dell'hardware. I componenti di Fairphone 2 sono stati progettati per essere sostituiti dall'utente finale utilizzando semplicemente un cacciavite, il che rende la riparazione del dispositivo alla portata di tutti.
Il telefono ha, inoltre, ottenuto il più alto punteggio fra tutti gli smartphone per la sua riparabilità dal sito iFixit.

## Critiche
Lo smartphone ha ricevuto parecchie critiche per il suo costo eccessivo nel mercato, dove si possono trovare delle alternative con specifiche tecniche uguali a prezzi molto più contenuti. In risposta alle critiche ricevute Fairphone ha pubblicato sul suo sito web un riepilogo con i dettagli dei costi di produzione.